# Virttaa
Virttaa är en tätort (finska: taajama) i Loimaa stad (kommun) i landskapet Egentliga Finland i Finland. Fram till 2009 låg Virttaa i Alastaro kommun. Vid tätortsavgränsningen den 31 december 2021 hade Virttaa 227 invånare och omfattade en landareal av 1,68 kvadratkilometer.